# Balin (album)
| Recensione | Giudizio |
| ---------- | -------- |
| AllMusic   |          |

Balin è il primo album solista di Marty Balin, pubblicato dall'etichetta discografica EMI America Records nel giugno del 1981.

## Tracce

### LP
Lato A
1. Hearts – 4:32 (Jesse Barish)
2. You Left Your Mark on Me – 4:40 (Terry Turrell, Eric Burgeson)
3. Lydia! – 3:36 (Rick Knowles, Marty Balin)
4. Atlanta Lady – 3:46 (Jesse Barish)

Lato B
1. Spotlight – 3:30 (Terry Turrell, Eric Burgeson)
2. I Do Believe in You – 3:23 (Richard Page, John Lang, Steve George, Jerry Manfredi)
3. Elvis and Marilyn – 3:05 (Leon Russell, Kim Fowley, Dyan Diamond)
4. Tell Me More – 3:48 (Obren Bokich, John Whitney)
5. Music Is the Light – 4:17 (Jesse Barish)

## Formazione
- Marty Balin – voce, chitarra acustica
- Johnny De Caro – chitarra, cori di sottofondo, contracted
- Mark Cummings – pianoforte, sintetizzatore, vocoder, cori di sottofondo
- Richard Bassil – basso, cori di sottofondo
- Billy Lee Lewis – batteria, percussioni, cori di sottofondo

Musicisti aggiunti
- John Jarvis – pianoforte (brani: "Spotlight" e "I Do Believe in You")
- Neil Larsen – pianoforte elettrico, sintetizzatore (brano: "Music Is the Light")
- Michael Boddicker – vocoder (brano: "You Left Your Mark on Me")
- John Hug – chitarra, arrangiamento strumenti a corda e conduzione musicale
- Ken Watson – cimbalom (brano: "Hearts")
- Bobbye Hall – percussioni
- Steve Forman – percussioni
- Bill Champlin – cori di sottofondo (brano: "Hearts")
- Rick Nowels – cori di sottofondo
- David E. Landau – cori di sottofondo

Note aggiuntive
- John Hug – produttore (in associazione con "Jen Productions")
- David E. Landau – coordinatore alla produzione
- Registrazioni effettuate al "The Village Recorders" di Los Angeles (California) e al "The Record Plant" di Sausalito (California)
- Tom Flye – ingegnere delle registrazioni
- Clif Jones e Ann Fry – assistenti ingegnere delle registrazioni
- Mixaggio effettuato al "The Record Plant"
- Brano "Elvis and Marilyn", registrato al "White Rabbit Studios" di Sausalito (California)
- Mastering al "Sterling Sound" di New York City
- Greg Calbi – ingegnere mastering
- Harry Bluestone – concertmaster
- Bill Burks – art direction copertina album
- Richard Avedon – foto di Marty Balin in copertina album
- Tom Gibson – altre fotografie in copertina album[3]

## Classifica
Album
| Anno | Classifica    | Posizione raggiunta |
| ---- | ------------- | ------------------- |
| 1981 | Billboard 200 | 35                  |

Singoli
| Anno | Titolo del brano | Classifica              | Posizione raggiunta |
| ---- | ---------------- | ----------------------- | ------------------- |
| 1981 | Hearts           | Adult Contemporary      | 9                   |
| 1981 | Atlanta Lady     | Adult Contemporary      | 11                  |
| 1981 | Hearts           | Mainstream Rock Airplay | 20                  |